# Fascellina subvirens
Fascellina subvirens là một loài bướm đêm trong họ Geometridae.